# نیل راس
نیل راس (به انگلیسی: Neil Ross) (زاده ۳۱ دسامبر ۱۹۴۴) بازیگر صوتی انگلیسی است.
از فیلم‌های معروف او می‌توان به گویندگی در فیلم باب‌اسفنجی شلوار مکعبی و بازی در فیلم سیاره سرخ اشاره کرد.